# Jane Vabarna
Jane Vabarna (ur. 23 czerwca 1980 r.)  – śpiewaczka i działaczka kulturalna z Estonii, z regionu Setomaa, wicekrólowa Setomaa, przewodnicząca Zgromadzenia Setu.

## Życiorys
Jane Vabarna uczyła się w gimnazjum w Värska. Jej młodszym bratem jest muzyk Jalmar Vabarna, a prababką słynna setuska pieśniarka Anne Vabarna.
W 2003 r. ukończyła ekonomikę gospodarstwa domowego na Wydziale Agronomii Estońskiego Uniwersytetu Przyrodniczego. Studiowała jako nauczycielka rękodzieła, a kilka lat później tekstyliów w Szkole Ogrodniczej Räpina. Zdobyła również wiedzę i umiejętności w dziedzinie szycia i rękodzieła artystycznego na kursach Stowarzyszenia Rękodzielnictwa Seto (Seto Käsitüü Kogu) i została jedną z jego nauczycielek-rzemieślniczek.
Pracowała jako dyrektorka artystyczna Centrum Kultury Setomaa, śpiewa w chórze Seto Verska Naase, uczestniczy w organizacji różnych wydarzeń kulturalnych Seto i jest przewodniczącą Klubu Setuskiej Koronki (Seto Pitsi Klubi). Wśród osób, które odegrały ważną rolę w jej życiu, Jane wymienia przede wszystkim swoją matkę oraz m.in. Anni Kuremäe, mistrzynię rękodzielnictwa, która zawsze pomaga w kwestiach języka Seto i jest dobrze zorientowana w lokalnych zwyczajach. Nawet podczas swoich rządów jako wicekrólowa Setu, Vabarna szukała rady Anni. Vabarna nazywa również Anne Kõivo, rękodzielniczkę i depozytariuszkę dziedzictwa Setu, swoim autorytetem.
W 2004 roku, podczas Dnia Królestwa Seto, Vabarna została nagrodzona tytułem „królewskiego piekarza”.
W 2008 roku wystąpiła w biograficznym estońskim filmie fabularnym Taarka, opowiadającym o pieśniarce ludowej Hilanie Taarka.W 2011 roku pojawiła się także w filmie dokumentalnym Regilaul – Lieder aus der Luft niemieckiej reżyserki Ulrike Koch.
W 2009 roku, na podstawie nagrania tradycyjnego ślubu Seto Jane Vabarny i muzyka ludowego Kristjana Priksa, folklorysta Aado Lintrop i badaczka z Estońskiego Muzeum Literatury, Janika Oras, stworzyli film dokumentalny „Seto saaja”. Vabarna sama zainicjowała nakręcenie tego filmu i była jedną z grona osób tworzących scenariusz. 
W dniu 1 sierpnia 2015 r., podczas Dnia Królestwa Seto, który odbył się w Obinitsa, Vabarna została wybrana wicekrólową Seto. W wywiadzie po wyborach powiedziała, że jej misją jest zachowanie kultury Seto i obiecała kontynuować rozwój szkoły dla dzieci Seto, założonej przez wykładowczynię z Uniwersytetu w Tartu, Annelę Laaneots, zarówno w Setomaa, jak i w całej Estonii.
12 października 2023 Rada Zgromadzenia Setu wybrała Jane Vabarnę na swoją przewodniczącą.